# کمرون (میزوری)
کمرون (به انگلیسی: Cameron) یک شهر در ایالات متحده آمریکا است که در میزوری واقع شده‌است. کمرون ۱۶٫۳۲ کیلومتر مربع مساحت و ۹٬۹۳۳ نفر جمعیت دارد و ۳۱۵ متر بالاتر از سطح دریا واقع شده‌است.